# Canadian (Texas)
Canadian é uma cidade localizada no estado norte-americano do Texas, no Condado de Hemphill.

## Demografia
Segundo o censo norte-americano de 2000, a sua população era de 2233 habitantes.
Em 2006, foi estimada uma população de 2251, um aumento de 18 (0.8%).

## Geografia
De acordo com o United States Census Bureau tem uma área de
3,3 km², dos quais 3,3 km² cobertos por terra e 0,0 km² cobertos por água.

## Localidades na vizinhança
O diagrama seguinte representa as localidades num raio de 44 km ao redor de Canadian.